# Magistrat (Ljubljana)
Magistrat (slov. Rotovž) je naziv za staru gradsku vijećnicu u Ljubljani.
Zgrada se nalazi Mestnom trgu br. 1, na mjestu ranije vijećnice podignute u 15. stoljeću.
U sklopu barokne obnove trga, započela je 1717. – 1719. godine gradnja nove vijećnice prema projektu furlanskog arhitekta Carla Martinuzzija. Izgradnja je povjerena lokalnom graditelju Gregoru Mačeku koji je nadozidao i dvije stare kuće u nizu te sagradio središnji rizalit sa stubištem i dvoranom.
Zgrada ima bogata pročelja s trijemom, balkonom i kamenim ukrasima, dok je unutrašnje dvorište raščlanjeno arkadama i urešeno sgrafittima.
Ispred zgrade je 1751. godine postavljena znamenita fontana kipara Francesca Robbe.